# Tactique militaire utilisée par Alexandre le Grand
La tactique militaire utilisée par Alexandre le Grand (356-323 av. J.-C.) tend à corroborer l'avis de nombreux historiens selon lequel le roi de Macédoine aurait été l'un des plus grands généraux et stratèges de l'histoire.
Au cours des batailles du Granique (334) et d'Issos (333) remportées contre l'armée perse de Darius III, Alexandre emploie la tactique dite du « marteau et de l'enclume ». Mais lors de la bataille de Gaugamèles (331), les Perses possèdent une armée largement supérieure en nombre à l'armée macédonienne. Cette tactique de l'encerclement par des unités rapides et puissantes n'est plus envisageable. Alexandre doit composer et décide d'une formation de combat innovante pour l'époque : ses unités sont disposées en échelons ; elles feignent de vouloir contourner l'ennemi pour mieux le diviser et créer ainsi une brèche dans ses lignes de défense.

## Composition et armement des troupes

### L'infanterie

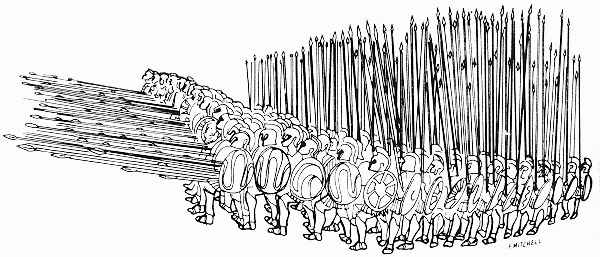
Phalange macédonienne

L'origine d'une infanterie de ligne, de type hoplitique, peut remonter au règne d'Archélaos : avant lui, la seule infanterie lourde dont dispose le royaume de Macédoine lui est fournie par des cités grecques alliées.
Cependant son véritable créateur est Philippe II, considéré comme l'inventeur de la phalange macédonienne : une infanterie lourde particulièrement efficace, car débarrassée d'une partie de son armement défensif — le bouclier est réduit d'un tiers, la cuirasse abandonnée — au profit d'une pique plus longue (5,5m), la sarisse, et d'une vitesse de charge accrue. La longueur des sarisses permet d'augmenter le nombre de rangs d'hoplites pouvant combattre. Cette sarisse comporte une pointe à chaque extrémité et pesait 5,6 kg. À sa base, une courte pointe de bronze (qui ne rouille pas) lui permet d'être planté en terre pour arrêter la charge des soldats ennemis. Cette stratégie est particulièrement efficace pour briser les charges de cavalerie ou des phalanges adverses. Mais, la phalange macédonienne est tout aussi redoutable en utilisation offensive: Le principe est d'accumuler le maximum d'énergie cinétique pour que l'impact des lances soit le plus dévastateur possible. Pour cela, les hoplites chargent en groupe compact sur 16 rangs si serrés que leurs masses se cumulent. L'allègement de l'équipement augmente la vélocité de la phalange or l'énergie cinétique est proportionnelle au carré de la vitesse (E=1/2Mv²). Dès lors les phalanges macédoniennes sont beaucoup plus puissantes que leurs homologues classiques et l'impact est susceptible de renverser plusieurs rangs de fantassins adverses. Pour augmenter cet effet, les sarisses sont relevées à la verticale pendant la charge (elles forment alors un réseau très serré qui arrête les projectiles) et mises à l'horizontale au dernier moment, la hampe venant pousser l'épaule du fantassin en avant, créant ainsi une onde de choc qui se propage jusqu'au premier rang et qui libère un impact destructeur sur l'infanterie adverse, cumulant l'énergie de la masse lancée des phalangites avec celle de la chute des sarisses. En dehors de la formation serrée de la phalange, la sarisse est gênante lors des marches. À cet effet, elle aurait pu être divisée en deux parties qui sont jointes avant la bataille, grâce à une bague en fer maintenant les deux morceaux.
Autre avantage, cet armement moins coûteux, permet d'équiper un plus grand nombre de soldats. Cette réforme militaire a donc aussi des conséquences politiques considérables : elle permet d'intégrer un nombre beaucoup plus grand de Macédoniens dans la défense du royaume, et dans sa vie politique. À la fin du règne de Philippe, le nombre de Macédoniens mobilisables dans l'infanterie lourde recrutée sur une base territoriale est estimé à 30 000 hommes.
L'armée de Philippe comprend un noyau de fantassins professionnels, les pézétaires (Compagnons à pieds) constituant la garde royale, et une levée territoriale. L'armée d'Alexandre compte 24 000 fantassins répartis en 12 taxeis de phalangites d'environ 1 500 hommes et 3 chiliarchies de 1 000 hypaspistes. Il faut y ajouter un nombre incertain d'archers et d'autres fantassins légers. Alexandre étend l'appellation de pézétaires à l'ensemble des phalangites, ce qui explique la loyauté que ces derniers vouent par la suite à sa personne, puis après sa mort, à ses descendants directs.

### La cavalerie

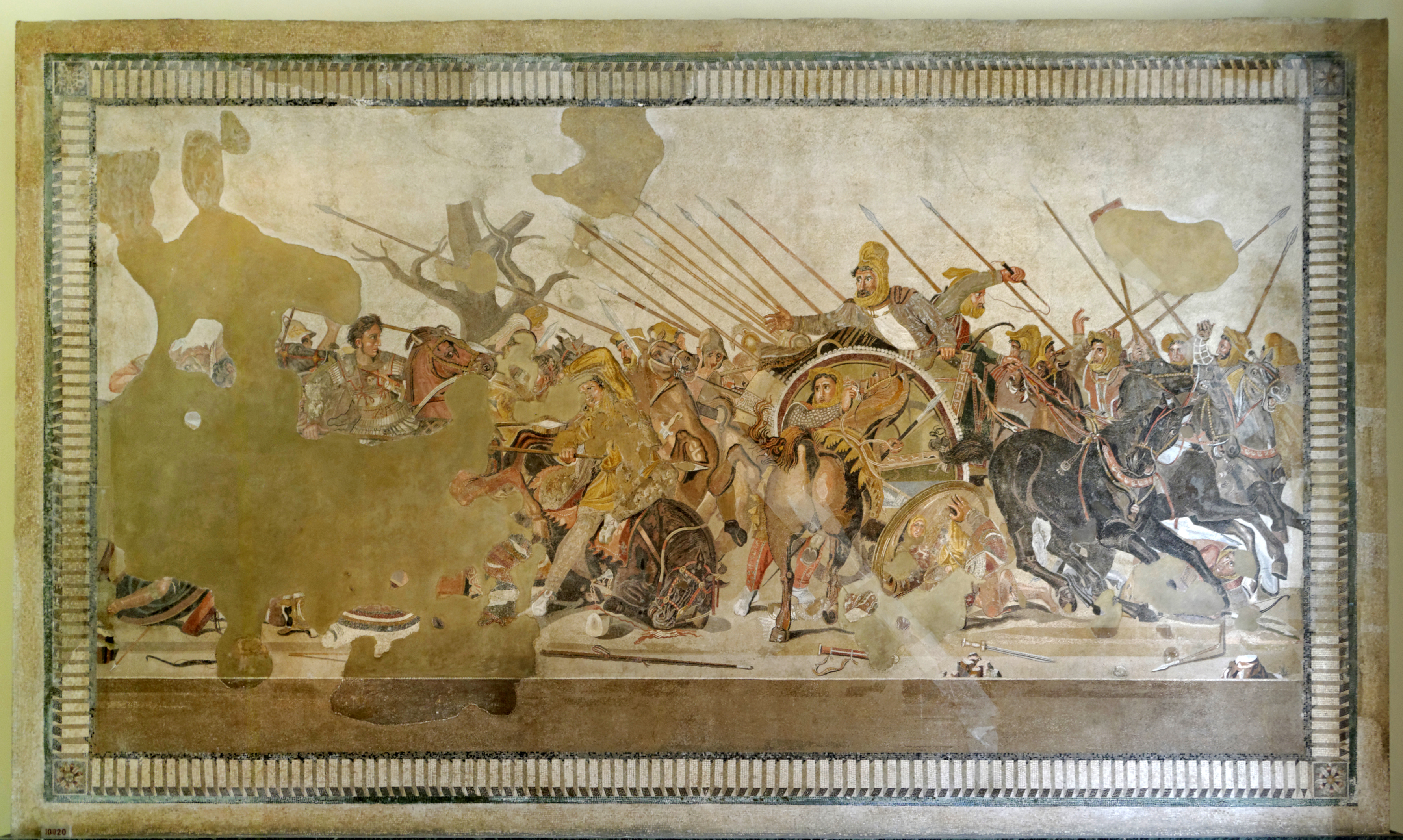
Bataille d'Issos (probablement) représentée sur une mosaïque de la Maison du Faune à Pompéi.

La deuxième pièce maîtresse de l'armée macédonienne est la cavalerie lourde recrutée parmi la noblesse de Macédoine, dite cavalerie des Compagnons (hetairoi). Elle compte 3 000 cavaliers au début de la campagne d'Alexandre, dont 1500 l'accompagnent en Asie. Elle est divisée en 12 escadrons, dont le premier est l'Escadron royal (basilikè ilè) qui constitue l'avant-garde (Agéma) de l'unité. Cet escadron a un effectif de 300 cavaliers, tandis que les autres comportent 250 lances. C'est Alexandre qui aurait étendu le nom de Compagnons à l'ensemble de la cavalerie lourde macédonienne.
L'unité de base de la cavalerie est donc une ilè, l'escadron de 250 cavaliers commandé par un ilarque, et divisée en deux lochoi, eux-mêmes divisés en deux tétrarchies de 60 cavaliers, commandés par un tétrarque. La formation tactique de base de la tétrarchie est le coin, que Philippe II reprend aux Thraces : le tétrarque est à la pointe de cette formation triangulaire, tandis que des cavaliers expérimentés occupent le milieu et chaque extrémité des lignes de 13 cavaliers. L'ilarque est accompagné d'un héraut relayant ses ordres, et secondé d'un hyperétès. Les quatre coins de l'ilè sont rangés en une seule ligne d'intervalle, respectant un intervalle suffisant entre eux pour leur permettre de manœuvrer. Cette formation permet une souplesse accrue dans la manœuvre avec un changement rapide de la direction de l'attaque. De deux à quatre ilai peuvent être réunies pour former une hipparchie ou brigade, sous le commandement d'un hipparque.
Chaque cavalier dispose d'un valet chargé de veiller à son cheval et à son équipement. Les cavaliers sont propriétaires de leur cheval, et reçoivent à leur enrôlement de quoi en acheter un de qualité idoine. Le cavalier est coiffé d'un casque, d'abord du modèle phrygien, peint aux couleurs de l'escadron, avant qu'Alexandre n'impose le modèle béotien plus simple. Le casque comporte les marques du rang de son porteur. Il porte également une cuirasse et des bottes, mais pas de bouclier. Il est armé d'une longue lance (xyston) faite de bois de cornouiller, munie d'une double pointe de façon à pouvoir être toujours utilisée si elle vient à se rompre. Comme seconde arme, le cavalier porte au côté gauche une épée le plus souvent recourbée (kopis, machaira). Seuls les cavaliers des unités lourdes portent une armure.
L'utilisation tactique de cette cavalerie est basée sur le talon d'Achille des phalanges : leur vulnérabilité sur les flancs et l'arrière (il est pratiquement impossible de pivoter pour parer une attaque de flanc du fait de l'encombrement dû aux sarisses. L'effet destructeur de la phalange étant dû à la cohésion des hoplites lors de l'impact, une attaque de cavalerie sur le flanc ou à revers est susceptible de désorganiser la formation et de la rendre vulnérable lors de l'impact contre une autre phalange. C'est la combinaison de la phalange et de la cavalerie lourde dans la tactique du marteau et de l'enclume qui donne l'avantage tactique décisif aux armées d'Alexandre le Grand et qui est à la base de la conquête de son immense empire.
Alexandre, dans son périple jusqu'à l'Indus, intègre également dans son armée celle des pays vaincus et s'inspire aussi d'eux pour modifier l'équipement de ses propres forces.

## Tactique du «marteau et de l'enclume»

### Principe
Cette tactique ne paraît être possible que lorsque les deux armées sont d'effectifs équivalents car elle suppose un encerclement par les ailes.
- Le « marteau » correspond à la cavalerie lourde des Compagnons qui va « assommer » l'adversaire et le contenir dans un espace fermé.
- L'« enclume » correspond à la phalange et aux Hypaspistes (infanterie d'élite) qui interviennent dans un deuxième temps.

### Étape 1: «le marteau»
Pour attirer les forces adverses loin de leur centre, la cavalerie macédonienne contourne les flancs adverses, systématiquement par le flanc droit commandé par Alexandre en personne, puis elle tente de se placer à l'arrière des troupes adverses, les obligeant ainsi à se regrouper.

### Étape 2: l'«enclume»
Attaquées par l'arrière, les troupes adverses sont surprises par la rapidité et la force d'impact de la cavalerie macédonienne ; au centre la phalange et les hypaspistes s'avancent pour ouvrir le deuxième front. Une fois encerclée, l'armée adverse est prise au piège. Généralement, il règne une grande confusion au sein de cette dernière car ses unités sont dispersées ou mal coordonnées.

## Tactique lors de la bataille de Gaugamèles
La bataille de Gaugamèles est l'affrontement décisif entre l'armée d'Alexandre et celle de Darius III (331) ; elle est aussi appelée bataille d'Arbèles / Adiabène, compte tenu de sa proximité relative  (100 km) avec la cité d'Arbèles, actuel Erbil dans le nord de l'Irak.

### État des forces
Alexandre le Grand dispose d'une armée de 47 000 hommes ; ce qui est peu face à l'imposante armée de Darius III, évaluée par les historiens modernes entre 52 000 et 100 000 (montant maximal étant donné les problèmes d'approvisionnement). La technique du « marteau » et de l'« enclume » qui a fondé jusque-là les victoires d'Alexandre n'est plus la clé de la victoire ; il est en effet impossible de contourner l'armée perse.

### Déroulement de la bataille

#### Disposition en échelons
Afin de ne pas se faire encercler par l'innombrable cavalerie perse, Alexandre décide de disposer ses troupes en échelons. C'est un dispositif totalement innovant pour l'Antiquité. Alexandre prend la tête de la cavalerie des Compagnons sur l'aile droite, tandis que Darius III reste au centre, au milieu de ses troupes. Afin d'occuper le maximum de terrain, Alexandre décide de partir loin sur son flanc droit. Il s'avance au trot pour être suivi de près par ses bataillons de tirailleurs d'élite (hommes à pieds équipés de frondes ou de lances à courte portée) qu'il dispose en soutien. Il se débrouille ainsi pour masquer leur présence à la vue de l'armée perse. Les phalangites et les cavaliers thessaliens et thraces, qui tiennent l'aile gauche sous le commandement de Parménion, ont pour mission de maintenir le plus longtemps possible leurs positions.

#### Occupation maximale du terrain
Le plan d'Alexandre fonctionne : les troupes A, B et C (lettres arbitrairement données pour permettre une identification rapide) lui emboitent le pas, créant ainsi une brèche dans l'armée perse. D'un revers très rapide, Alexandre s'arrête puis fait demi-tour en direction de cette brèche. Les frondeurs et javeliniers qui jusque-là étaient masqués par la cavalerie droite sont maintenant découverts et libres d'agir. Sur les autres fronts, la cavalerie de l'aile gauche et l'infanterie d'Alexandre tient bon malgré l'assaut des chars à faux sur le centre macédonien.

#### Retraite de Darius
Les frondeurs et javeliniers harcèlent les troupes perses A, B et C afin de les perturber dans leurs manœuvres. Déstabilisées, elles se désordonnent. Alexandre s'engouffre dans la brèche et décide de poursuivre Darius III, juché sur son char au milieu de la cavalerie des Parents du Roi. Comprenant tardivement la stratégie d'Alexandre, Darius III n'a d'autre choix que de fuir. La retraite est sonnée. Sur les autres fronts, la cavalerie de l'aile gauche et la phalange commencent à donner des signes de faiblesse car le signal de la retraite n'a pas été entendu par les troupes perses qui se battent avec l'énergie du désespoir.

#### Poursuite de Darius
Alexandre est, comme à Issos, sur le point de mettre la main sur Darius, mais sa cavalerie de l'aile gauche est très affaiblie. Alexandre décide dès lors de laisser filer Darius pour soutenir son flanc gauche. Profitant de cette situation, les troupes perses fuient le champ de bataille avec leurs chefs. Alexandre est certes victorieux, alors que la situation de départ ne lui paraissait guère favorable, mais il apparaît déçu de ne pas avoir réussi à tuer ou capturer le Grand Roi.
Darius s'enfuit avec sa garde des Immortels et des cavaliers de Bactriane. Alexandre se lance à sa poursuite dans les heures qui suivirent, chevauchant en vain avec ses Compagnons sur une distance de 120 km. Darius meurt quelque temps après dans les montagnes de Médie, assassiné par ses dignitaires. À la suite de cette victoire, Alexandre est couronné roi d'Asie lors d'une cérémonie fastueuse célébrée à Arbèles puis il entre dans Babylone.

## Sources antiques
- Arrien, Anabase [lire en ligne].
- Diodore de Sicile, Bibliothèque historique [détail des éditions] [lire en ligne].
- Quinte-Curce, L'Histoire d'Alexandre le Grand [lire en ligne]